# Tifón Pongsona
El tifón Pongsona (designación internacional: 0226, designación JTWC: 31W) fue el segundo desastre más costoso de Estados Unidos en 2002, solo detrás del huracán Lili. Así como también la vigésima y última tormenta nombrada, el decimoquinto tifón y el octavo super tifón de la temporada de tifones del Pacífico de 2002. Pongsona se desarrolló a partir de un área de mal tiempo el 2 de diciembre de 2002, y se intensificó constantemente hasta alcanzar el estado de tifón el 5 de diciembre. El 8 de diciembre pasó por Guam y las Islas Marianas del Norte mientras estaba cerca de sus vientos máximos de 175 km/h (110 mph). Finalmente, giró hacia el noreste, se debilitó y se volvió extratropical el 11 de diciembre. El tifón Pongsona produjo fuertes ráfagas de viento que alcanzaron un máximo de 290 km/h (183 mph), que dejaron a toda la isla de Guam sin electricidad y destruyeron unas 1.300 casas.
Con fuertes estándares de construcción y experiencia de repetidos tifones, no hubo muertes directamente relacionadas con Pongsona, aunque hubo una muerte indirecta por vidrios voladores. Los daños en la isla ascendieron a más de $730 millones de dólares estadounidenses, lo que convierte a Pongsona en uno de los cinco tifones más costosos de la isla. El tifón también causó daños extremos en Rota y en otras partes de las Islas Marianas del Norte, y como resultado de su impacto se retiró el nombre.

## Historia meteorológica
A fines de noviembre, persistió un área de convección a unos 625 kilómetros (390 millas) al estesureste de Pohnpei. Las imágenes de satélite indicaron un amplio giro ciclónico en los niveles más bajos de la atmósfera, y se ubicó una depresión cerca de la superficie. La perturbación desarrolló bandas de lluvia y gradualmente se organizó mejor. Para el 2 de diciembre de 2002, el sistema tenía una circulación alargada de bajo nivel, ubicada al sur de la convección. A las 06:00 UTC de ese día, la Agencia Meteorológica de Japón (JMA) clasificó el sistema como una depresión tropical a unos 735 km (450 millas) al estenoreste de Pohnpei. Poco después, el Centro Conjunto de Advertencia de Tifones (JTWC)  emitió una Alerta de Formación de Ciclón Tropical (TCFA), ya las 18:00 UTC del 2 de diciembre la agencia clasificó el sistema como depresión tropical Treinta y uno-W. Inicialmente, la depresión se movió hacia el oesnoroeste y, a principios del 3 de diciembre, el Centro Conjunto de Advertencia de Tifones (JTWC) clasificó el sistema como tormenta tropical.
Inicialmente, la circulación estuvo expuesta a la convección, aunque pudo intensificarse en la tormenta tropical Pongsona a las 12:00 UTC del 3 de diciembre mientras se encontraba a 375 km (230 millas) al noreste de Pohnpei. Giró hacia el oeste el 4 de diciembre, debido a una cresta al norte. Se intensificó lentamente, desarrollando una característica ocular el 5 de diciembre. Ese día, tanto el Centro Conjunto de Advertencia de Tifones (JTWC) como el Agencia Meteorológica de Japón (JMA) elevaron Pongsona a un tifón a unos 1,150 km (715 millas) al sureste de Guam.

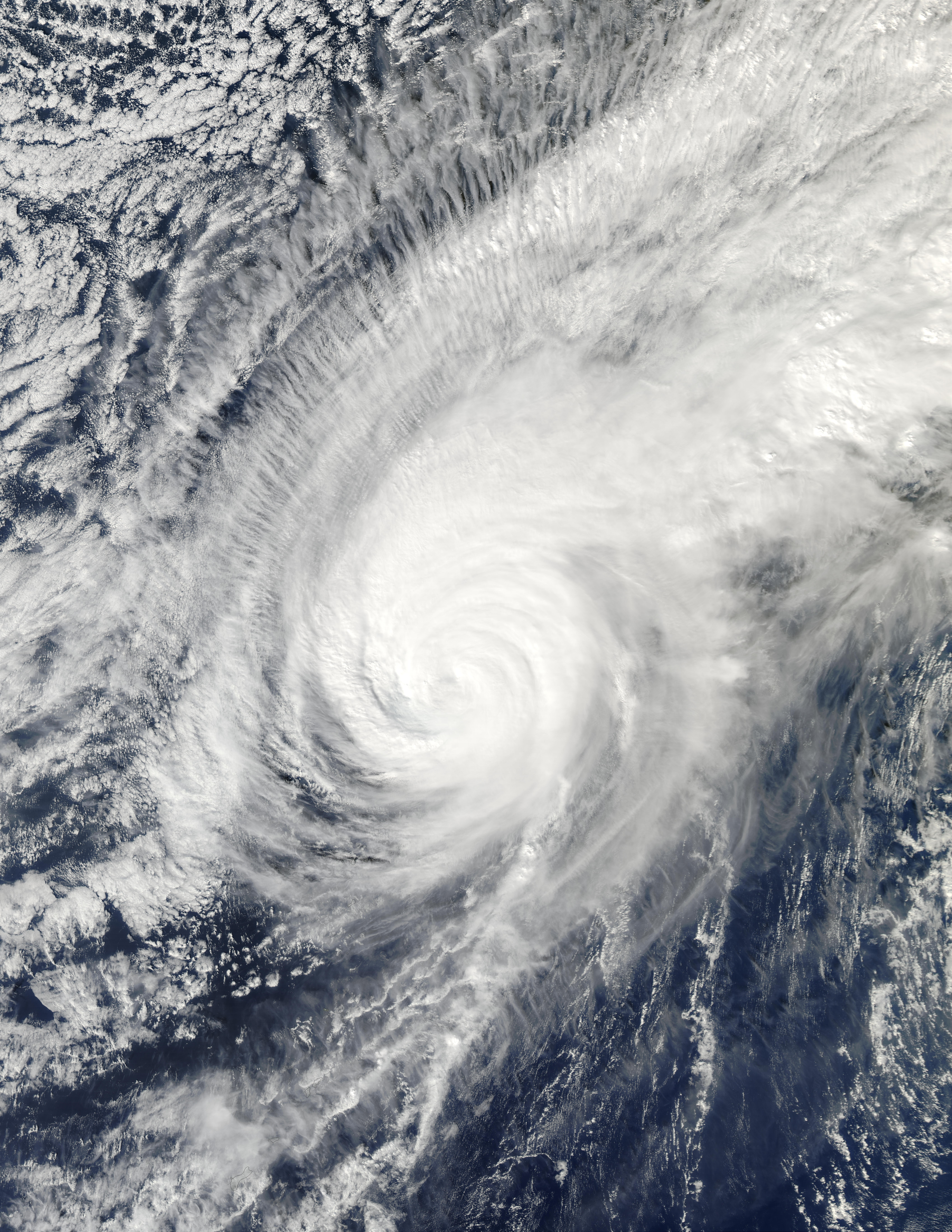
Vista de imagen del satélite, el tifón Pongsona se debilita el 10 de diciembre de 2002

Mientras continuaba generalmente hacia el oeste, el ojo de Pongsona gradualmente se fue organizando mejor. Un ciclón baroclínico al este de Japón debilitó la cordillera, lo que provocó que el tifón girara más hacia el noroeste. A última hora del 7 de diciembre, Pongsona desarrolló un ojo bien definido de 55 km (35 millas) de ancho a medida que se acercaba a Guam. Después de que el tifón experimentó una rápida profundización, el Centro Conjunto de Advertencia de Tifones (JTWC) estimó que Pongsona alcanzó vientos máximos de 273 km/h (150 mph), lo que lo convierte en un supertifón. A las 0500 UTC del 8 de diciembre, la pared del ojo tocó tierra en Guam y, dos horas más tarde, la parte norte de la pared del ojo cruzó la cercana Rota. Alrededor de ese tiempo, la Agencia Meteorológica de Japón (JMA) estimó que Pongsona alcanzó una intensidad máxima de 175 km/h (110 mph) justo al norte de Guam. El tifón giró hacia el noroeste a través de una debilidad en la cordillera subtropical a poca distancia al oeste de las Islas Marianas del Norte. El 9 de diciembre, la convección comenzó a debilitarse cuando Pongsona comenzó a interactuar con un sistema de latitud media al norte. El aire seco se incorporó a la parte suroeste de la circulación, y la circulación quedó expuesta a causa de la convección decreciente. Como resultado, tanto el Centro Conjunto de Advertencia de Tifones (JTWC)  como el Agencia Meteorológica de Japón (JMA) declararon a Pongsona como un ciclón extratropical el 11 de diciembre de 2002 a unos 1,400 km (865 millas) al noroeste de la isla Wake.

## Preparaciones
El Servicio Meteorológico Nacional de Guam emitió una alerta de tormenta tropical para las Islas Marshall poco después de que Pongsona se convirtiera en una tormenta tropical, y un día después se emitieron alertas para Chuuk. El 5 de diciembre, el servicio emitió advertencias de tormenta tropical para partes de los Estados Federados de Micronesia.
Cuando Pongsona se convirtió en un tifón, la oficina del Servicio Meteorológico Nacional de Guam emitió una alerta de tifón para Guam, Rota, Saipán y Tinian, que se actualizó a una advertencia de tifón unas 23 horas antes del inicio de los vientos con fuerza de tormenta tropical; También se emitieron advertencias de tifón para la isla despoblada de Aguigan. Un día antes de que el tifón pasara por las Islas Marianas, Centro Conjunto de Advertencia de Tifones (JTWC) predijo que Pongsona pasaría bien al este del área. A pesar de una trayectoria más hacia el oeste de lo previsto, los pronósticos permanecieron estancados hasta la mañana del 8 de diciembre, cuando los meteorólogos predijeron a regañadientes una amenaza mucho mayor para las Islas Marianas. Como resultado, muchos ciudadanos sintieron que no estaban preparados e insuficientemente advertidos sobre el tifón.
Se abrieron nueve refugios en las Islas Marianas del Norte para alojar a las familias que necesitan ayuda. Varias escuelas abrieron aulas como centros de evacuación. En Guam, diez escuelas se utilizaron como refugios y, el día del impacto, 2.271 personas se encontraban en refugios. En Rota, 159 personas buscaron refugio y en Saipán, 549 estaban en refugios el día del impacto. Los funcionarios del Guam Memorial Hospital aconsejaron a todas las mujeres embarazadas que se registraran dentro de las 32 semanas posteriores a la fecha del parto. La Oficina de Defensa Civil de Guam presentó la documentación para que la Agencia Federal para el Manejo de Emergencias declarara la isla zona de desastre. Gobernador Carl T.C. Gutiérrez tomó medidas similares para declarar el estado de emergencia en la zona. Tras la experiencia de tifones anteriores, el periódico de Guam Pacific Daily News se sometió a preparativos para proporcionar actualizaciones en Internet sobre la tormenta, incluido el refuerzo del edificio, el mantenimiento de suficientes suministros de alimentos para el personal y la colocación de dos reporteros en otra parte de la isla; el periódico era la única fuente inmediata de información sobre el tifón fuera de Guam.

## Impactos

### Estados Federados de Micronesia
Al principio de su duración, Pongsona afectó por primera vez a Pohnpei como una tormenta tropical. Allí, produjo fuertes lluvias y ráfagas de viento, aunque se reportaron pocos daños. Más tarde, trajo vientos con fuerza de tormenta tropical a Chuuk. Las altas olas de la tormenta arrasaron y cubrieron algunos atolones.

### Estados Unidos

#### Guam

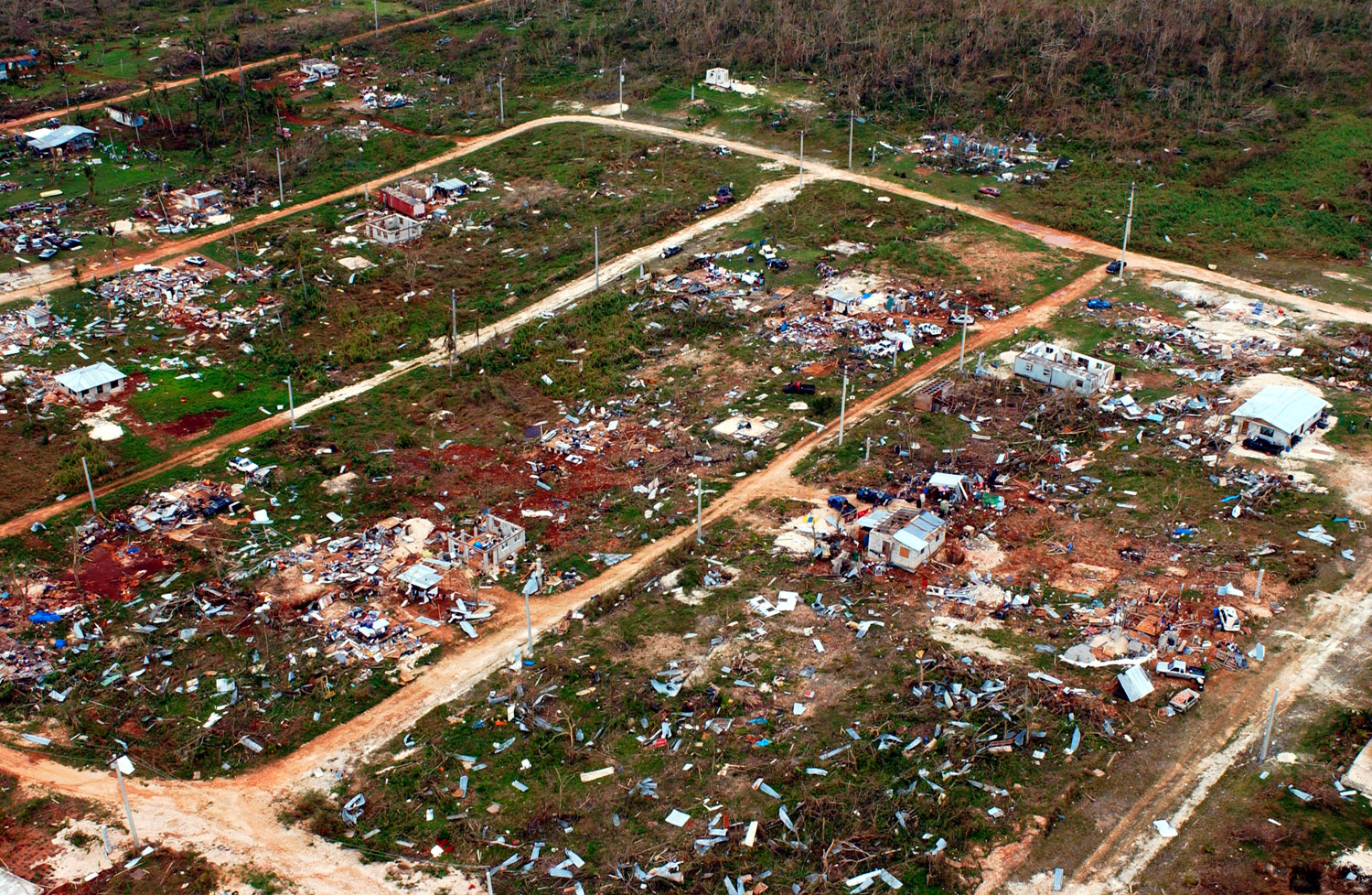
Daños del tifón Pongsona en Guam

El tifón Pongsona mantuvo un ojo de 65 km (40 millas) de ancho al cruzar la parte norte de la isla de Guam; la Base de la Fuerza Aérea Andersen estuvo en el ojo durante dos horas. Los vientos sostenidos del tifón alcanzaron un máximo de 232 km/h (144 mph) con ráfagas de 278 km/h (173 mph); ráfagas de al menos 160 km/h (100 mph) afectaron a toda la isla. La presión más baja en la isla fue de 935 milibares (27,61 inHg), lo que convirtió a Pongsona en el tercer tifón más intenso que azotó Guam; sólo está detrás de un tifón en 1900 (926 mbar, 27,34 inHg) y del tifón Karen de 1962 (932 mbar, 27,52 inHg).
Las comunicaciones en la isla fallaron debido a los vientos; toda la isla se quedó sin electricidad y sin servicio telefónico. Los vientos dañaron en gran medida 715 postes de energía y 513 transformadores, dejando alrededor de $ 52 millones en daños eléctricos reportados (2002 USD, $74,8 millones 2021 USD). El enlace de comunicación de la oficina meteorológica local se cortó después de que las inundaciones dañaron una instalación de telecomunicaciones, lo que provocó que el Servicio Meteorológico Nacional en Honolulu, Hawái, brindara apoyo de respaldo mediante la emisión temporal de advertencias y avisos. Muchos anemómetros cerca de la costa norte fallaron debido a los vientos. Los vientos derrumbaron varias paredes en el Guam Memorial Hospital, lo que provocó daños importantes en las dos terceras partes del norte de la instalación y el cierre de varias unidades. Varios hoteles, iglesias y escuelas sufrieron daños moderados y el Aeropuerto Internacional Antonio B. Won Pat sufrió daños en los equipos de navegación. El tifón Pongsona también dejó el 65% de los pozos de agua de la isla inoperables, y la mayor parte de Guam quedó sin servicio de agua después de la tormenta. Las autoridades estiman que el tifón destruyó 1.300 hogares, dañó gravemente 1.825 y dañó levemente 4.800.

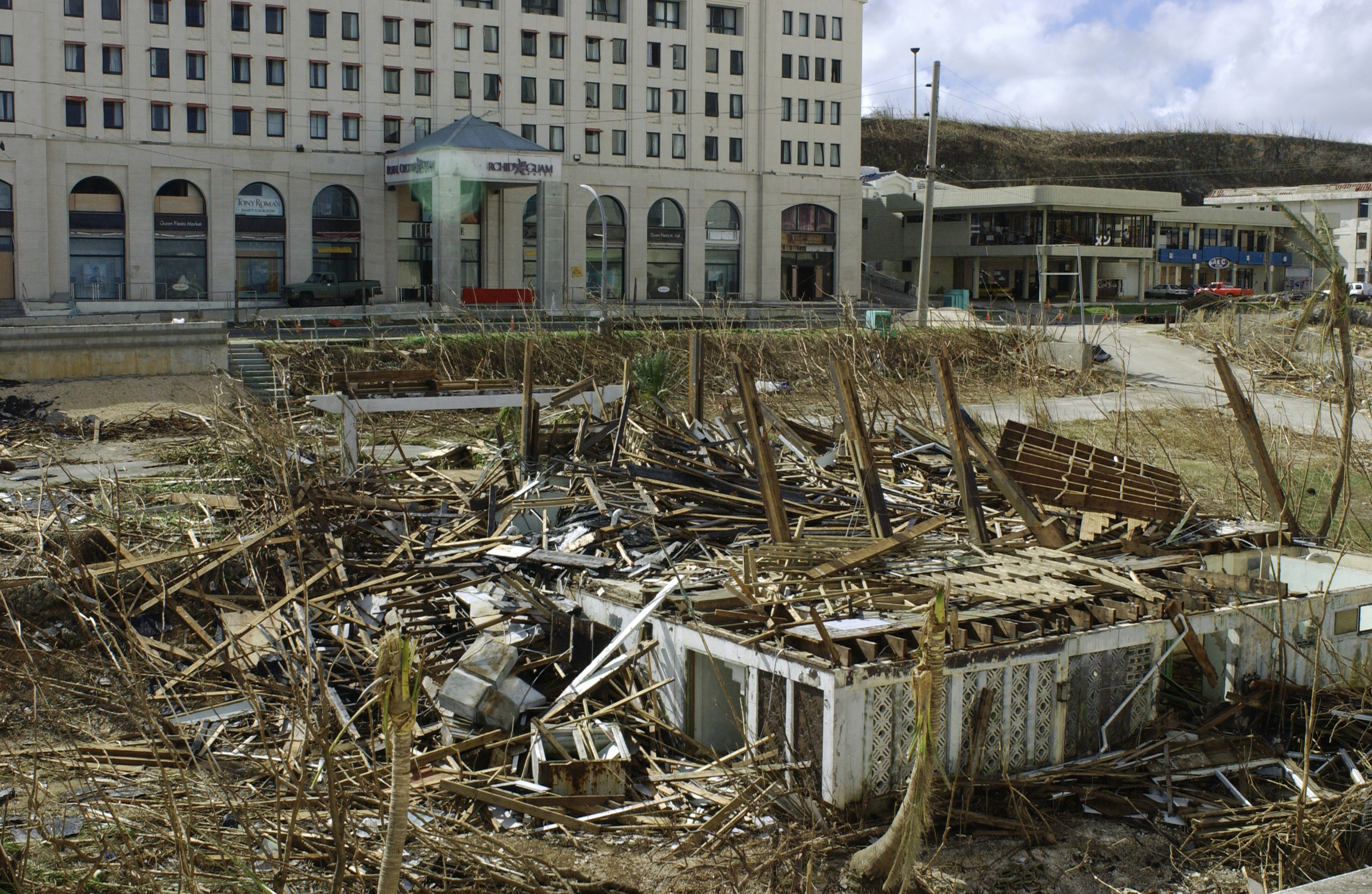
Daños en Guam causados por el tifón

Siguiendo lentamente a través del centro de la isla, las intensas bandas de lluvia internas dejaron caer fuertes lluvias que alcanzaron un máximo de 650 mm (25,61 pulgadas) en la Universidad de Guam. La precipitación condujo a un caudal récord en los ríos Pago y Asan; Los ríos desbordados causaron daños en algunas carreteras y puentes. Las lluvias también causaron grandes inundaciones en varias aldeas. Pongsona produjo una marejada ciclónica de hasta 6 m (20 pies) en algunos lugares, con 3-4 m (9-13 pies) registrados cerca de la pared del ojo. Se produjeron inundaciones considerables por marejada ciclónica desde Tumon hacia el sur hasta Piti, dejando algunos edificios en la costa oeste de la isla inundados con 1 m (4 pies) de agua. La combinación de fuerte marejada ciclónica y oleaje fuerte provocó una considerable erosión de las playas y graves daños costeros.
En todo Guam, los daños ascendieron a más de $700 millones (2002 USD, $ 1.010 millones en 2021 USD), lo que lo ubica entre los cinco tifones más costosos de la isla. El tifón hirió a 193 personas, según informó el Departamento de Salud de Guam; la mayoría fueron laceraciones y fracturas causadas por vidrios volantes y otros escombros. Hubo una muerte indirecta atribuida a la tormenta, cuando una mujer de 71 años fue cortada por un vidrio volador y posteriormente sufrió un infarto fatal; La ayuda médica no pudo llegar a ella debido a la intensidad de la tormenta. Como seis tifones habían pasado directamente sobre la isla durante los diez años anteriores, los funcionarios de Guam promulgaron estrictas normas de construcción, reduciendo al mínimo las muertes y lesiones. El tifón fue considerado por el público como el peor tifón que jamás haya azotado la isla debido al gran ojo que afecta a la mayoría de la población.

#### Islas Marianas del Norte
Pongsona produjo vientos sostenidos de 126 km/h (78 mph) con una ráfaga de 137 km/h (85 mph) en Rota. La combinación de vientos y otros efectos del tifón destruyó 114 casas, dañó severamente 154 y causó daños menores a 306; en la isla, unas 200 familias se quedaron sin hogar. El tifón produjo una marejada ciclónica de 6,7 m (22 pies) en el pueblo de Songsong, que cruzó alrededor del 80% del suroeste de la península de Rota. El oleaje provocó una erosión moderada de las playas de la isla y destruyó un muelle de combustible y una tubería de carga. Además, el tifón causó graves daños a los cultivos de la isla. En total, el tifón causó diez heridos menores en Rota y provocó daños por más de $30 millones (2002 USD, $ 43,2 millones en 2021 USD).
En Tinian, el paso de Pongsona destruyó dos casas; siete sufrieron daños importantes y otros ocho sufrieron daños menores. Los vientos dañaron las líneas eléctricas y provocaron dos cortes de energía en toda la isla. Se informó de daños importantes a los cultivos.
En Saipán, dos casas fueron destruidas y quince resultaron dañadas, siete de forma severa. Los vientos sostenidos en la isla alcanzaron un máximo de 71 km / h (44 mph), lo que provocó cortes de energía dispersos. Se informaron seis lesiones menores y los daños ascendieron a aproximadamente $100,000 (2002 USD, $143,885 2021 USD).

## Consecuencias

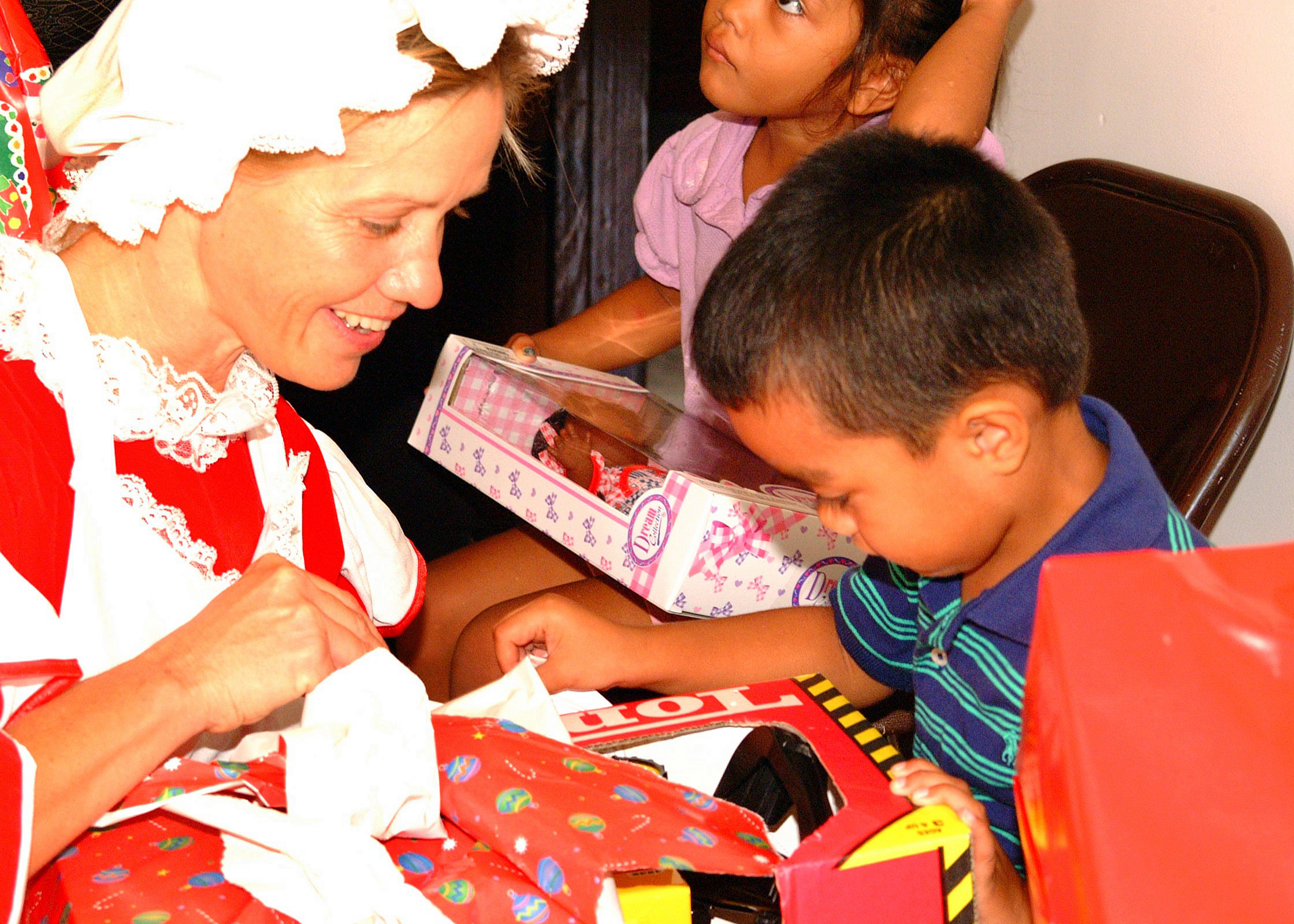
La teniente de la Marina de los EE. UU. Lisa Braun, del Hospital Naval de Guam, entrega un juguete a un niño de Chalan Pago-Ordot desplazado tras el tifón Pongsona durante un evento navideño celebrado para los niños

El mismo día que el tifón Pongsona azotó Guam, el presidente George W. Bush declaró la isla como una zona de gran desastre. Alrededor del momento en que el ciclón pasó sobre la isla, 2.271 residentes estaban en refugios y al día siguiente aumentó a 3.467 después de que las personas descubrieron que sus hogares eran inhabitables. Con trece refugios de la Cruz Roja en Guam, la mayoría permaneció en refugios durante aproximadamente tres semanas antes de que se distribuyeran las tiendas de campaña para casos de desastre. La Cruz Roja Estadounidense trabajó con el Departamento de Agricultura de los Estados Unidos para proporcionar comidas a los asistentes al refugio durante un período de dos semanas después del tifón. Gracias a la colaboración de agencias federales y de otro tipo, la asistencia por desastres en Guam totalizó más de $300 millones (2003 USD, $335 millones 2007 USD) 100 días después de que azotara el tifón, incluidos $ 60 millones (2002 USD, $ 86,3 millones USD 2021) en la respuesta inicial al desastre. . Casi 29,000 personas se inscribieron para recibir asistencia por desastre, y el primer cheque de asistencia llegó diez días después de la declaración de desastre. Tres meses después de la tormenta, la Administración de Pequeñas Empresas de los Estados Unidos aprobó $130 millones (2003 USD, $183 millones 2021 USD) en préstamos a bajo interés.
El 11 de diciembre de 2002, el presidente Bush amplió la declaración de desastre para incluir a las Islas Marianas del Norte, que asignaron ayuda de emergencia por desastre para el territorio. La declaración proporcionó fondos para el 75% del presupuesto para la remoción de escombros y medidas de protección de emergencia. Inmediatamente después del tifón, FEMA asignó varias agencias federales para responder a la isla de Rota. Los funcionarios transportaron por aire alrededor de 3.600 kg (8.000 libras) de suministros de emergencia, incluidas tiendas de campaña, lonas, contenedores de agua, neveras portátiles, kits de cocina y equipo eléctrico. Se transportó personal militar para ayudar en los esfuerzos de recuperación. Cuatro meses después del tifón, 749 personas en la isla se registraron a través del número de teleregistro de FEMA. La Administración de Pequeñas Empresas de los Estados Unidos aprobó 147 préstamos a bajo interés por $9.1 millones (2003 USD, $ 12.8 millones 2021 USD) para individuos y empresas y para daños económicos en Rota. En total, la ayuda por desastre a Rota ascendió a $17,4 millones (2003 USD, $24,5 millones. Además, el presidente Bush autorizó la asistencia en casos de desastre para los Estados Federados de Micronesia.

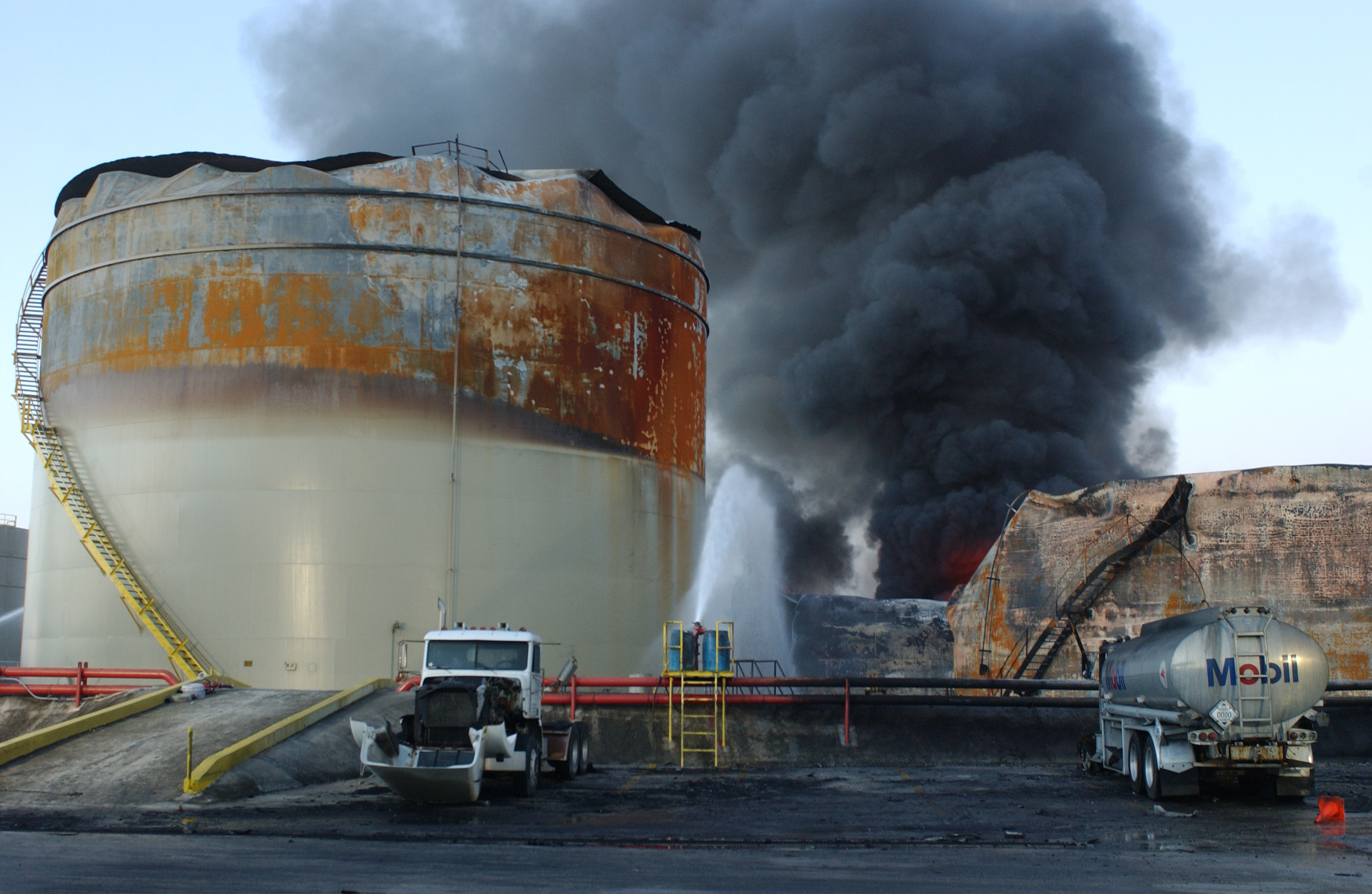
Incendio del tanque de gasolina en Isla Cabras ocurrido el 20 de diciembre de 2002

Durante el apogeo del tifón en la isla Cabras en Guam, el 20 de diciembre de 2002, un tanque de gasolina se incendió, se cree que se debe a la fricción causada por vientos extremadamente fuertes que atraviesan su sistema de ventilación. El tanque explotó, enviando su tapa por el aire y extendiendo el fuego a otros tanques cercanos. La proximidad de los tanques, así como la baja presión del agua, obstaculizaron los esfuerzos de extinción de incendios y el fuego se extinguió cinco días después; resultó en tres tanques de gasolina destruidos y dos más incendiados. Mientras ardía el fuego, se suspendió el transporte de gasolina desde el puerto al resto de Guam, lo que provocó la interrupción de las ventas de gasolina para el público en general.

### Retiro del nombre
- A pesar de los daños provocados por la tormenta, el nombre Pongsona se retiró durante la 38.ª sesión de la Comisión Económica y Social para Asia y el Pacífico y el comité de tifones de la Organización Meteorológica Mundial en noviembre de 2005; fue reemplazado por el nombre Noul.[20]